# Monumento Nacional de Costa Rica
El Monumento Nacional de Costa Rica es un conjunto escultórico, obra del francés Louis-Robert Carrier-Belleuse, ubicado en el Parque Nacional de San José, capital de Costa Rica.  Fue terminado de esculpir en París en 1891, y develado el 15 de septiembre de 1895 por el mandatario Rafael Iglesias Castro.
Se le considera el monumento más importante de Costa Rica, puesto que representa el triunfo de las naciones centroamericanas contra los invasores extranjeros conocidos como filibusteros, los cuales, bajo el mando del estadounidense William Walker, intentaron conquistar Centroamérica entre 1855-1857.
La defensa de la independencia y la soberanía de Costa Rica, encabezada por el entonces presidente Juan Rafael Mora Porras, es conocida en Costa Rica como la Campaña Nacional de 1856-1857, hecho histórico considerado como determinante para la formación de la identidad nacional costarricense.

## Descripción

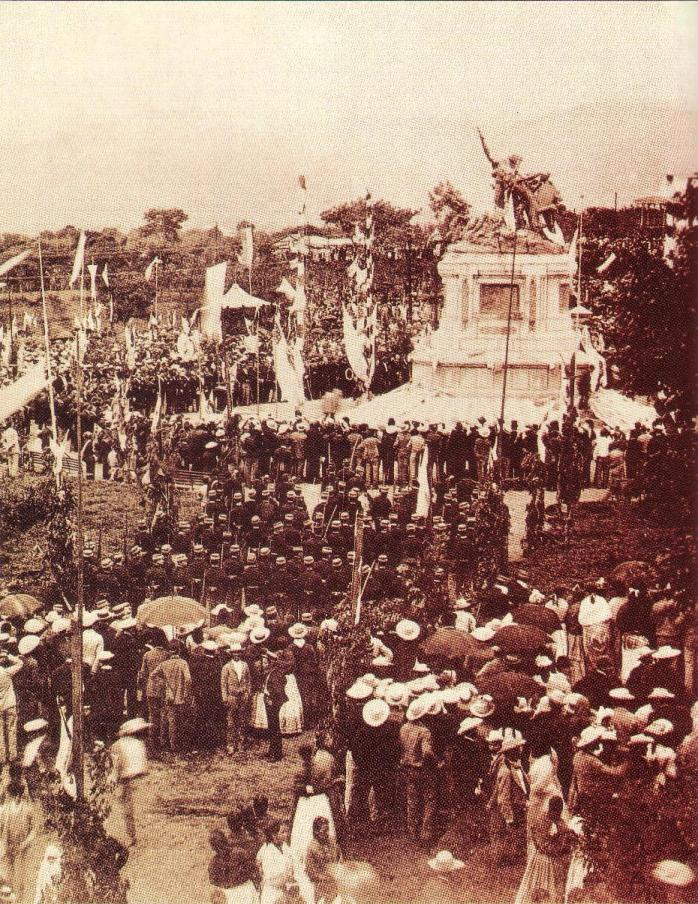
Evento de inauguración del Monumento Nacional el 15 de septiembre de 1895.

El Monumento Nacional es una escultura fundida en bronce sobre un pedestal, sobre el que se observan cinco figuras femeninas portando armas (los cinco países centroamericanos) y dos masculinas. La figura caída representa a los soldados muertos en la contienda, mientras la otra figura masculina representa a William Walker huyendo. 
La mayor figura, que se yergue en el centro del conjunto con un gorro frigio, símbolo de la libertad, y enarbolando el pabellón nacional, representa a Costa Rica, que sostiene a Nicaragua con su espada rota, mientras indica el camino y arenga a las otras repúblicas, Guatemala (con el hacha), El Salvador (con la espada) y Honduras (arco y flechas) a combatir a los invasores. 
El monumento se halla sobre un pedestal con cuatro bajorrelieves que representan las principales batallas de la Campaña:
- La batalla de Santa Rosa (20 de marzo de 1856).
- La batalla de Rivas (11 de abril de 1856), con el episodio del incendio del mesón por Juan Santamaría.
- La toma del río San Juan.
- Los líderes de la Campaña Nacional, encabezados por Juan Rafael Mora.

## Modelo a escala

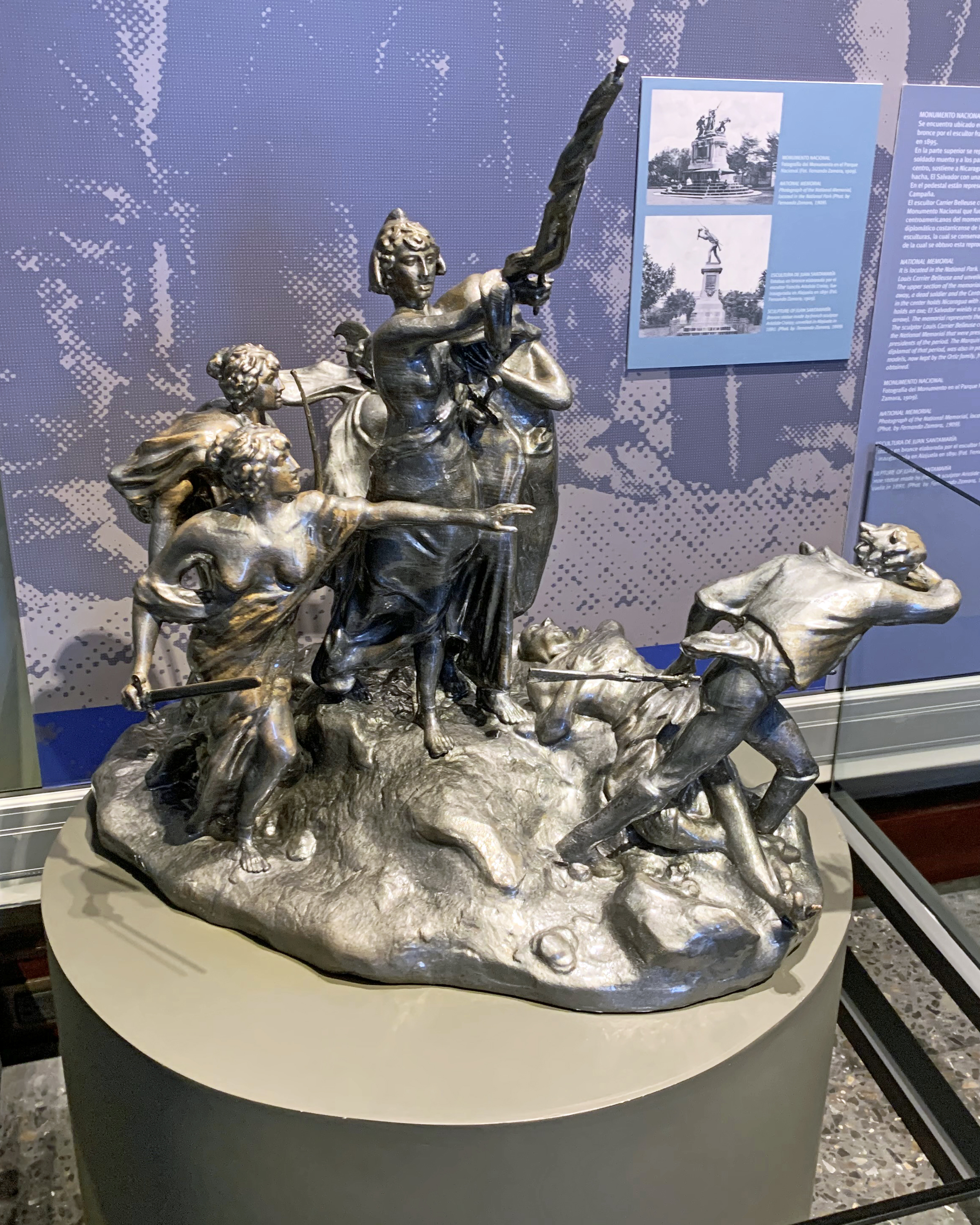
Réplica del modelo a escala del Monumento Nacional creado por el escultor Carrier-Belleuse exhibida en el Museo Nacional de Costa Rica.

El escultor Carrier-Belleuse produjo varios modelos a escala del Monumento Nacional que fueron entregados a los cinco presidentes centroamericanos del momento, así como a otras personalidades. En el Museo Nacional de Costa Rica se exhibe una réplica del modelo que le fue entregado al Marqués de Peralta, diplomático costarricense de la época.

## Galería

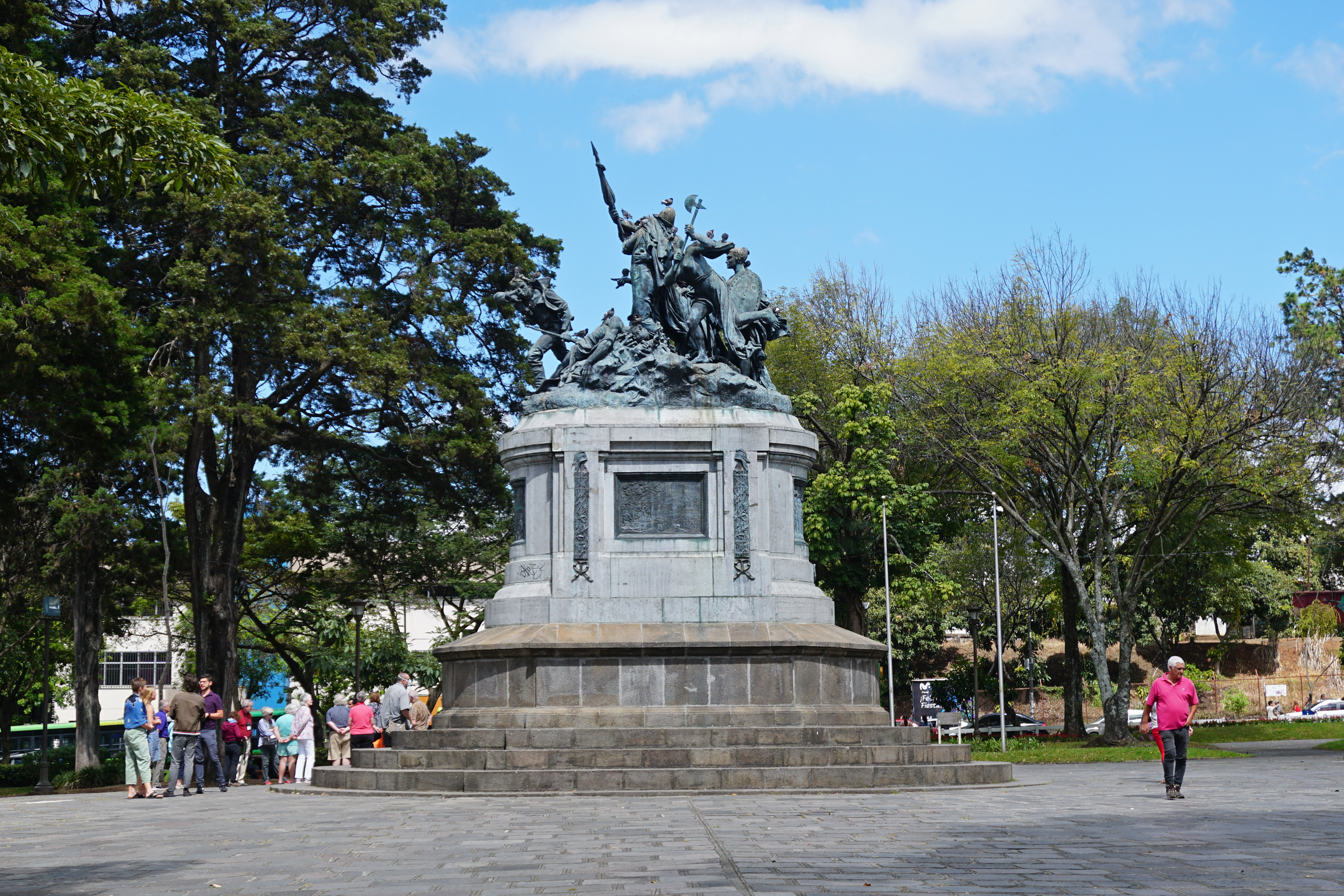
Vista general
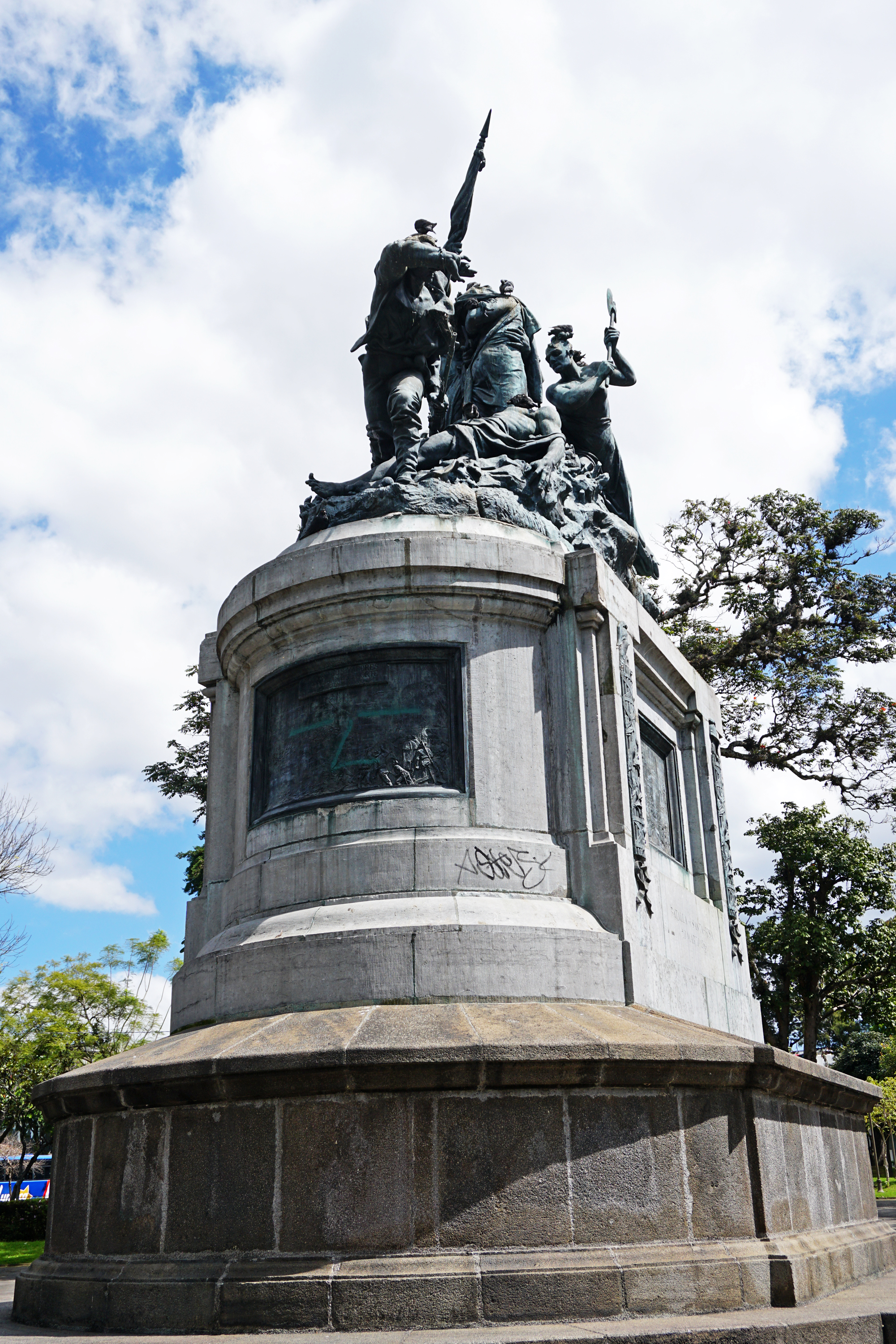
Lado oeste (frente)
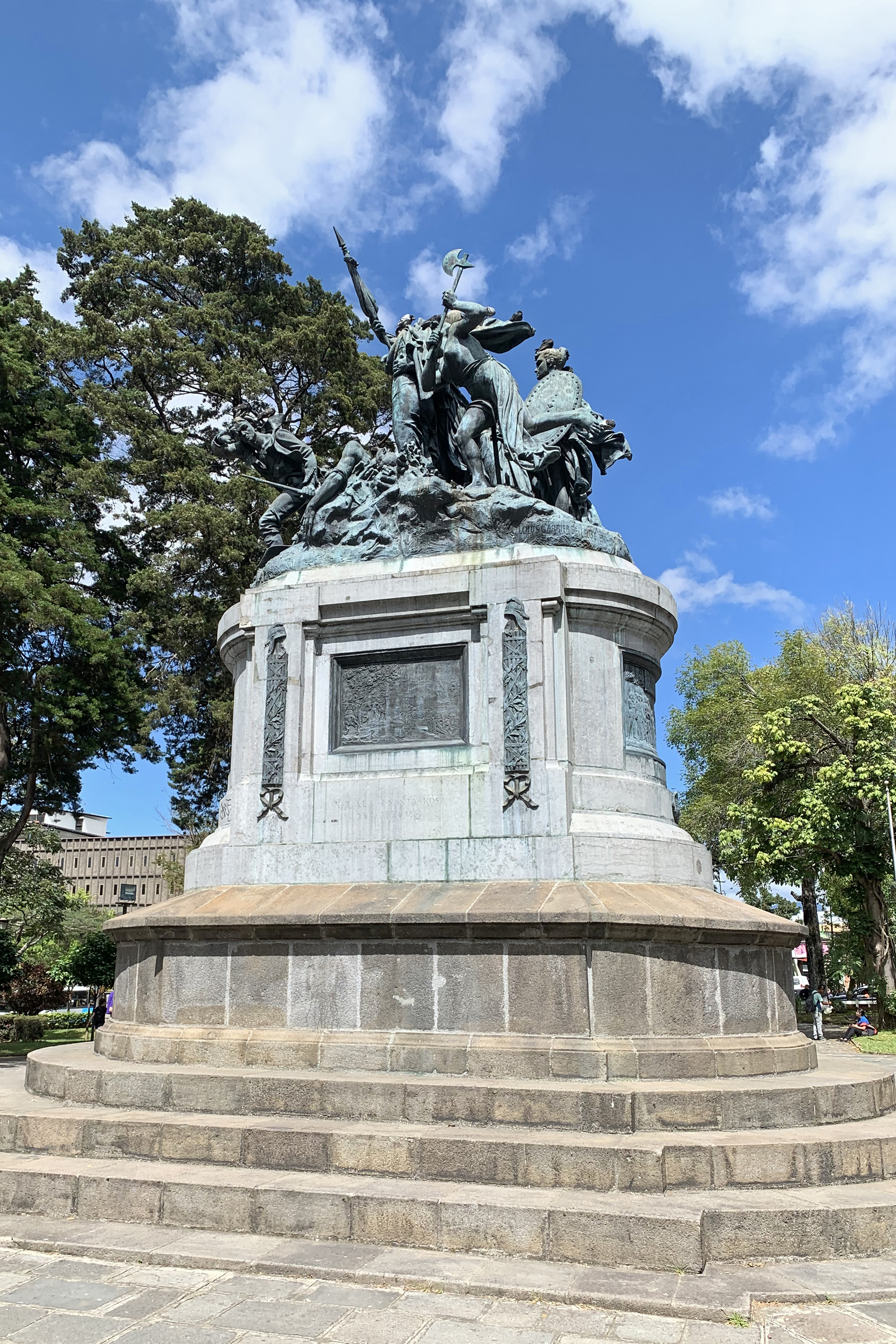
Lado sur (izquierdo)
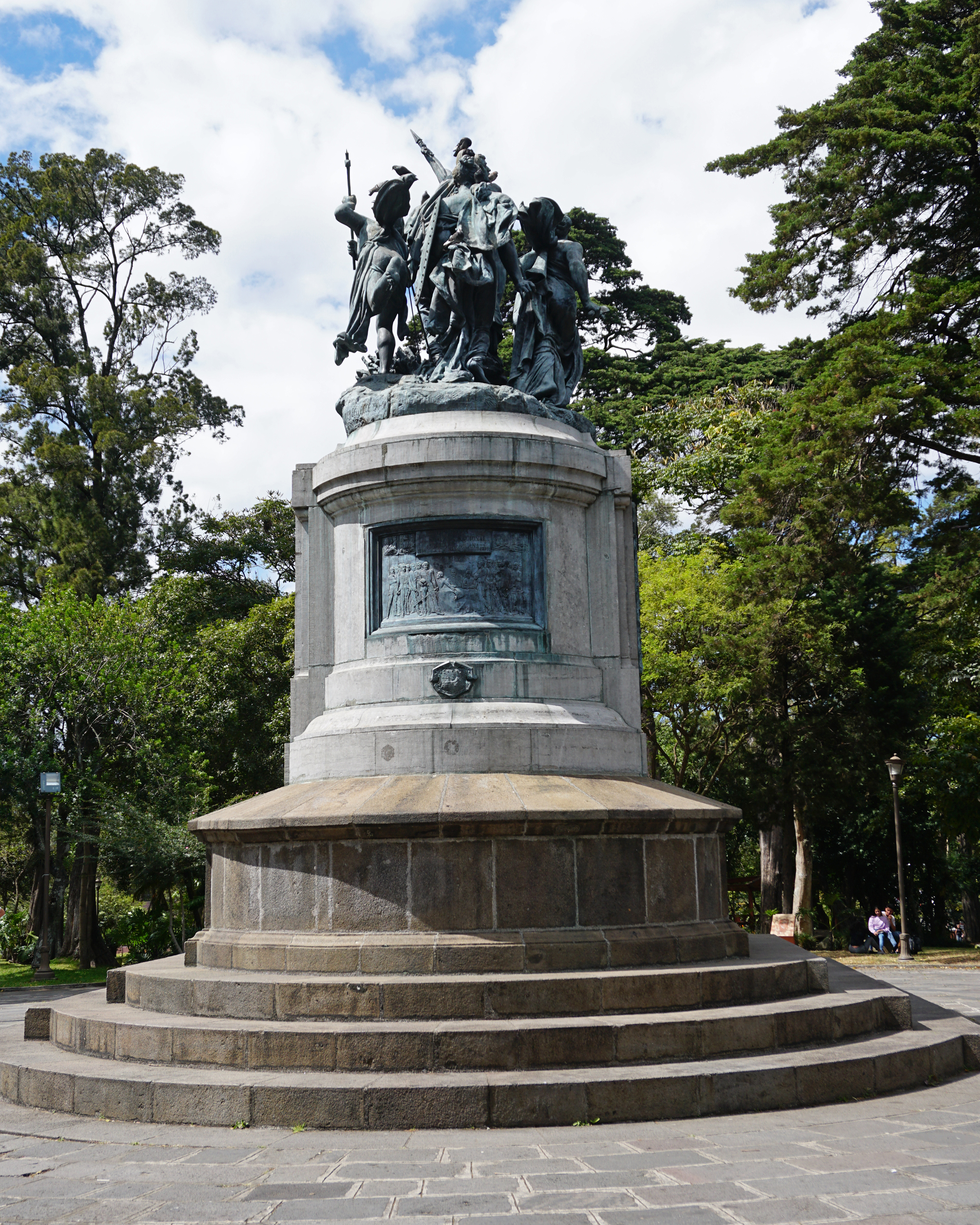
Lado este (posterior)
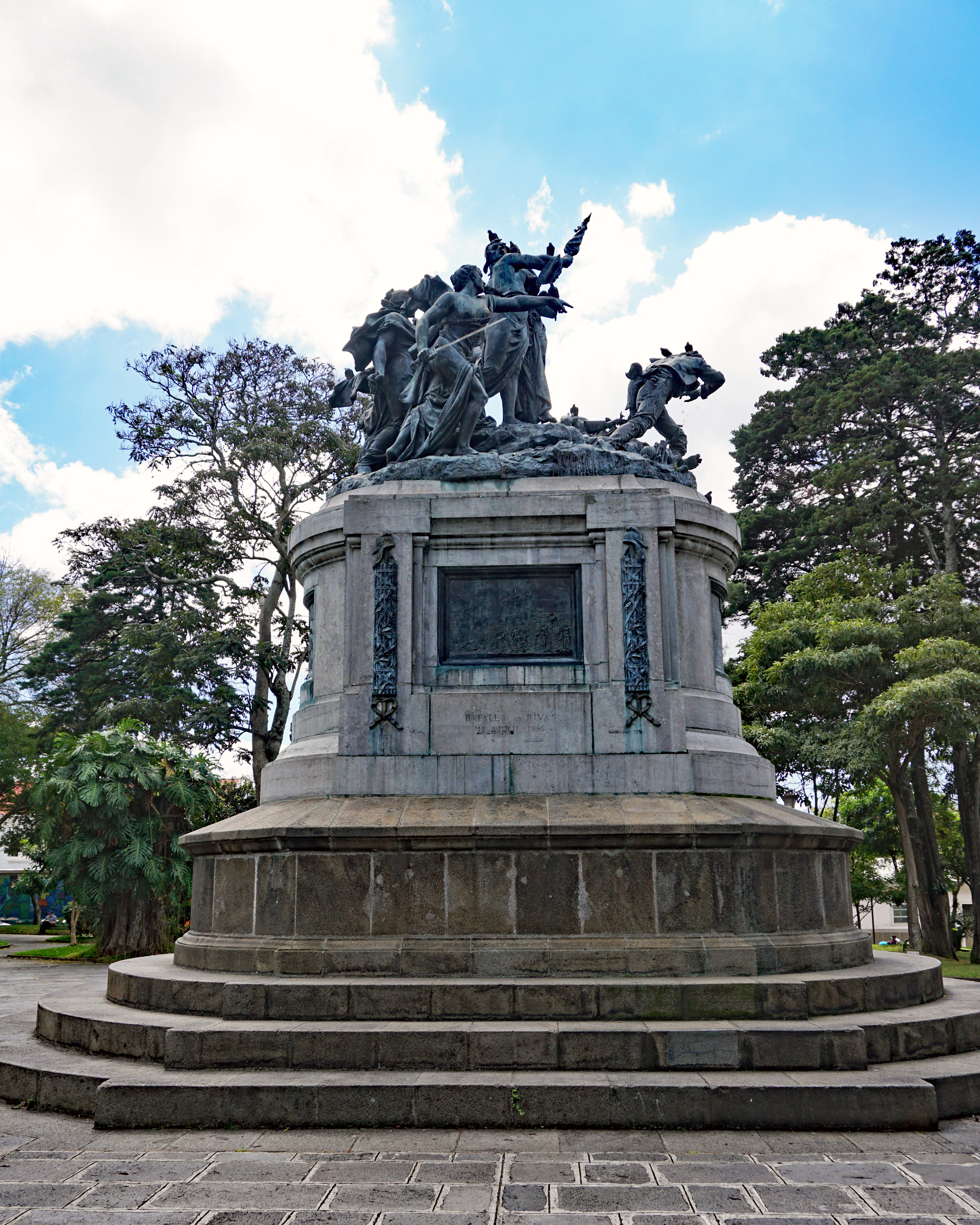
Lado norte (derecho)
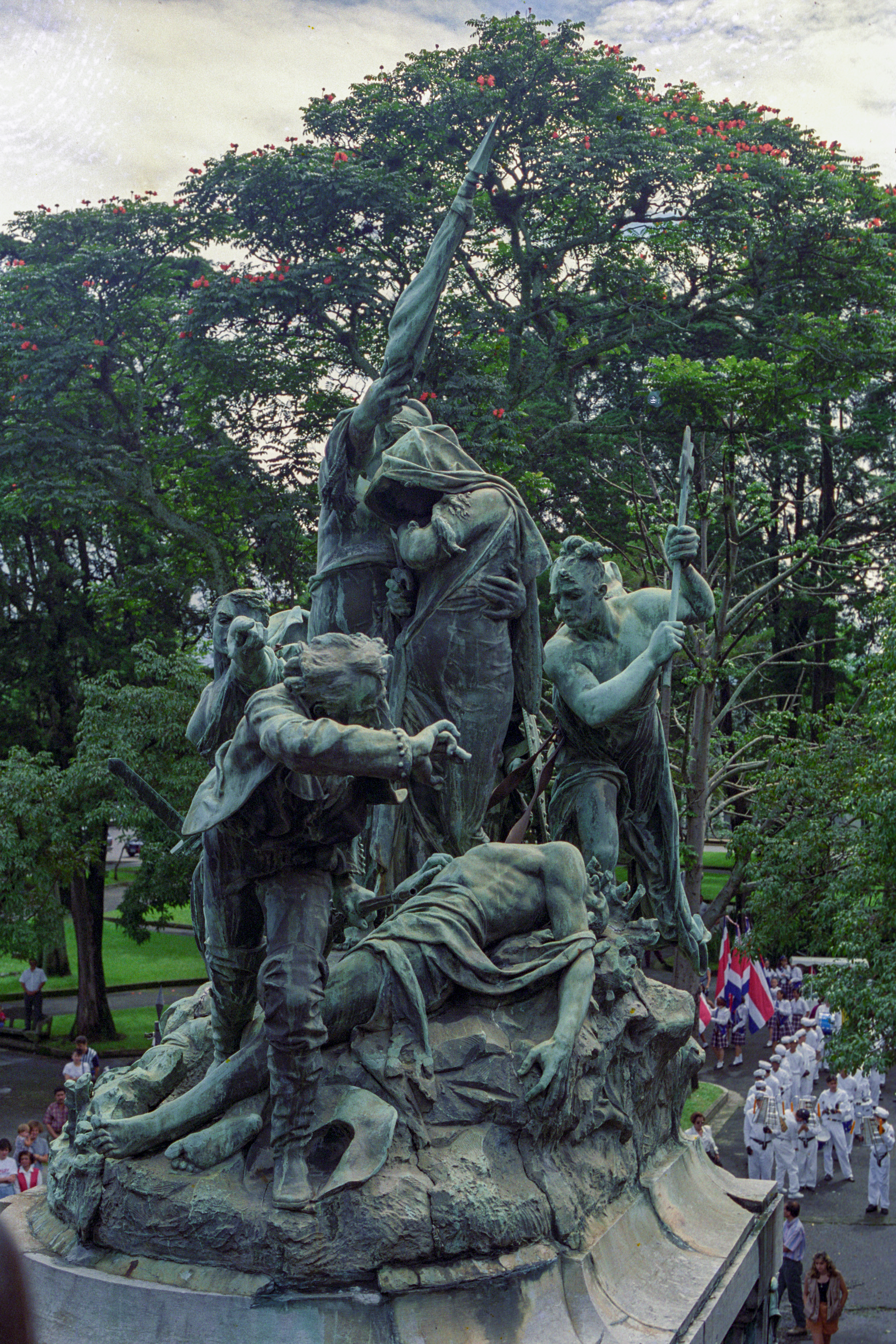
Vista superior